# لاینسوایلر
لاینسوایلر (به آلمانی: Leinsweiler) یک شهر در آلمان است که در زودلیشه واینشتراسه واقع شده‌است. لاینسوایلر ۳۹۸ نفر جمعیت دارد.